# Mademoiselle Cocotte
Mademoiselle Cocotte est une nouvelle de Guy de Maupassant, parue en 1883.

## Historique
Mademoiselle Cocotte est initialement publiée dans la revue Gil Blas du 20 mars 1883, sous le pseudonyme Maufrigneuse, puis l'année suivante dans le recueil Clair de lune.
Il s'agit d'une reprise de la nouvelle Histoire d'un chien de 1881, seule la fin diffère avec l'introduction de la folie.
La trame de la nouvelle rappelle la nouvelle Moumou d'Ivan Tourgueniev, publiée en 1854 : même amour d'un homme simple pour une bête et même destin funeste.

## Résumé
Le narrateur était fasciné par l'histoire que lui racontait le médecin de l'asile. Il écoutait attentivement chaque détail, imaginant les événements se déroulant devant ses yeux. L'histoire de François, le cocher tourmenté par la destinée de sa chienne, était à la fois tragique et dérangeante.
Le récit du médecin continuait, décrivant la descente aux enfers de François après cet incident. Après avoir fui la Seine, il s'était éloigné de la civilisation, errant à travers les champs et les bois comme un homme possédé. Sa folie grandissait chaque jour, hanté par le regard accusateur de Mademoiselle Cocotte et le fantôme de tous les chiots qu'il avait condamnés à la noyade.
Le cocher autrefois jovial et aimable était devenu un homme méconnaissable, obsédé par son acte impardonnable. Il murmurait des excuses sans fin à l'oreille du vent, cherchant désespérément le pardon pour ses péchés cruels. Les villageois évitaient son regard vide, effrayés par l'obscurité qui l'avait envahi.
Le narrateur pouvait presque sentir l'odeur humide de la rivière, voir le collier brillant autour du cou de la chienne défunte. Cette histoire tragique était bien plus qu'une simple anecdote sur la folie humaine. C'était un avertissement, un rappel brutal des conséquences de nos actions les plus cruelles et impitoyables.
Le médecin termina son récit, laissant le narrateur perdu dans ses pensées. Cette histoire continuerait de le hanter, le forçant à réfléchir sur la nature humaine et sur les limites de la compassion et de la cruauté.